# Polysiphonia
Polysiphonia je rod crvenih algi iz porodice Rhodomelaceae. Priznato je  185 vrsta koje žive po svim oceanima širom svijeta, na obalama Britanskih otoka, Oceanije, Afrike, obje Amerike i Azije, Krete u Grčkoj, Antarktiku i Grenlandu.

## Opis
Polysiphonia je crvena nitasta alga. Često je jako razgranata, a može biti duga do 30 centimetara. Pričvršćena je za stjenovitu površinu ili drugu algu rizoidima. Talus je sastavljen od finih razgranatih niti. 

## Vrste
1. Polysiphonia abscissa Hooker f. & Harvey
2. Polysiphonia abscissoides Womersley
3. Polysiphonia acanthina J.Agardh
4. Polysiphonia acuminata N.L.Gardner
5. Polysiphonia adamsiae Womersley
6. Polysiphonia adsendens Meneghini
7. Polysiphonia allochroa (Roth) Duby
8. Polysiphonia amphibolis Womersley
9. Polysiphonia anisogona Hooker f. & Harvey
10. Polysiphonia anomala Hollenberg
11. Polysiphonia arachnoidea (C.Agardh) Zanardini
12. Polysiphonia arenaria Kützing
13. Polysiphonia atlantica Kapraun & J.N.Norris
14. Polysiphonia atra Zanardini
15. Polysiphonia atricapilla J.Agardh
16. Polysiphonia australiensis Womersley
17. Polysiphonia azorica O.C.Schmidt
18. Polysiphonia banyulensis Coppejans
19. Polysiphonia barbatula Kützing
20. Polysiphonia baxteri A.H.S.Lucas
21. Polysiphonia beaudettei Hollenberg
22. Polysiphonia beguinotii Schiffner & Vatova
23. Polysiphonia beltoniorum Huisman
24. Polysiphonia bicornis Ohta
25. Polysiphonia biformis Zanardini
26. Polysiphonia bifurcata Hollenberg
27. Polysiphonia binneyi Harvey
28. Polysiphonia boergesenii Baardseth
29. Polysiphonia breviarticulata (C.Agardh) Zanardini
30. Polysiphonia brevisegmenta Womersley
31. Polysiphonia caespitosa (Pocock) Hollenberg
32. Polysiphonia callithamnioides P.Crouan & H.Crouan
33. Polysiphonia camerunensis Pilger
34. Polysiphonia capucina P.Crouan & H.Crouan
35. Polysiphonia carettia Hollenberg
36. Polysiphonia castagnei Kützing
37. Polysiphonia castelliana De Notaris & L.Dufour
38. Polysiphonia ceramiiformis P.Crouan & H.Crouan
39. Polysiphonia cladorrhiza Ardissone
40. Polysiphonia coacta C.K.Tseng
41. Polysiphonia codicola Zanardini ex Frauenfeld
42. Polysiphonia corinaldii (Meneghini) De Notaris
43. Polysiphonia corymbosa J.Agardh
44. Polysiphonia crassa Okamura
45. Polysiphonia crassicollis Børgesen
46. Polysiphonia crassiuscula Harvey
47. Polysiphonia dachenensis S.-D.Xiang
48. Polysiphonia dalmatica Meneghini
49. Polysiphonia dasyiformis (Kützing) Zanardini
50. Polysiphonia dasyiformis P.Crouan & H.Crouan
51. Polysiphonia daveyae Reinbold
52. Polysiphonia decussata Hollenberg
53. Polysiphonia delicata Díaz-Tapia
54. Polysiphonia denticulata Delle Chiaje
55. Polysiphonia denticulata Kützing
56. Polysiphonia derbesii Solier ex Kützing
57. Polysiphonia determinata (Hollenberg) Savoie & G.W.Saunders
58. Polysiphonia deusta (Roth) Sprengel
59. Polysiphonia devoniensis Maggs & Hommersand
60. Polysiphonia dichotoma Kützing
61. Polysiphonia dictyura Liebmann ex Kützing
62. Polysiphonia divergens J.Agardh
63. Polysiphonia dokdoensis D.E.Bustamante, B.Y.Won & T.O.Cho
64. Polysiphonia donghaeya B.Kim & M.S.Kim
65. Polysiphonia dotyi Hollenberg
66. Polysiphonia dumosa Hooker f. & Harvey
67. Polysiphonia echigoensis Noda
68. Polysiphonia erythraea J.Agardh
69. Polysiphonia exilis Harvey
70. Polysiphonia fasciculata Harvey ex Moore
71. Polysiphonia fernandeziana M.P.Reis
72. Polysiphonia figariana Zanardini
73. Polysiphonia flabelliformis Hooker f. & Harvey
74. Polysiphonia flabellulata Harvey
75. Polysiphonia flexella (C.Agardh) J.Agardh
76. Polysiphonia flocculosa (C.Agardh) Endlicher
77. Polysiphonia foeniculacea (C.Agardh) Sprengel
78. Polysiphonia fragilis Suringar
79. Polysiphonia freshwateri D.E.Bustamante, B.Y.Won & T.O.Cho
80. Polysiphonia funebris De Notaris ex J.Agardh
81. Polysiphonia fuscorubens Hooker f. & Harvey
82. Polysiphonia gelidii Zanardini
83. Polysiphonia gracilis C.K.Tseng
84. Polysiphonia guadalupensis Setchell & N.L.Gardner
85. Polysiphonia hapalacantha Harvey
86. Polysiphonia haplodasyae Womersley
87. Polysiphonia hassleri W.R.Taylor
88. Polysiphonia havanensis Montagne
89. Polysiphonia hemisphaerica Areschoug
90. Polysiphonia hirta J.Agardh
91. Polysiphonia hochstetteriana O.C.Schmidt
92. Polysiphonia hollenbergii J.N.Norris
93. Polysiphonia homoia Setchell & N.L.Gardner
94. Polysiphonia implexa Hooker f. & Harvey
95. Polysiphonia incompa De Notaris
96. Polysiphonia kampsaxii Børgesen
97. Polysiphonia kappannae Sreenivasa Rao
98. Polysiphonia kapraunii B.Stuercke & D.W.Freshwater
99. Polysiphonia kieliana Kaminski & Nizamuddin
100. Polysiphonia kimiae Huisman
101. Polysiphonia koreana D.Bustamante, B.Y.Won & T.O.Cho
102. Polysiphonia kotschyana Grunow
103. Polysiphonia kowiensis Stegenga, Bolton & R.J.Anderson
104. Polysiphonia letestui P.Dangeard
105. Polysiphonia macounii Hollenberg
106. Polysiphonia macrocarpa (C.Agardh) Sprengel
107. Polysiphonia marchantiae Setchell & N.L.Gardner
108. Polysiphonia mollis Hooker f. & Harvey
109. Polysiphonia morisiana J.Agardh
110. Polysiphonia morrowii Harvey
111. Polysiphonia mottei Lauret
112. Polysiphonia muninsula B.Kim & M.S.Kim
113. Polysiphonia namibiensis Stegenga & Engeldow
114. Polysiphonia nathanielii Hollenberg
115. Polysiphonia neglecta Bornet
116. Polysiphonia nhatrangense Pham-Hoàng Hô
117. Polysiphonia nhatrangensis Pham-Hoàng Hó
118. Polysiphonia nizamuddinii Farooqui & Begum
119. Polysiphonia nodulosa J.Agardh
120. Polysiphonia opaca (C.Agardh) Moris & De Notaris
121. Polysiphonia ornata J.Agardh
122. Polysiphonia orthocarpa Rosenvinge
123. Polysiphonia pacifica Hollenberg
124. Polysiphonia paradoxa Thuret
125. Polysiphonia parthasarathyi Sreenivasa Rao
126. Polysiphonia parvula (C.Agardh) Montagne
127. Polysiphonia parvula Suhr ex Kützing
128. Polysiphonia perforans Cormaci, G.Furnari, Pizzuto & Serio
129. Polysiphonia pernacola N.M.Adams
130. Polysiphonia perriniae Womersley
131. Polysiphonia plectocarpa C.W.Schneider
132. Polysiphonia poko Hollenberg
133. Polysiphonia polychroma G.Martens
134. Polysiphonia polyspora (C.Agardh) Montagne
135. Polysiphonia porphyroides Kützing
136. Polysiphonia profunda Hollenberg
137. Polysiphonia propagulifera Womersley
138. Polysiphonia pulvinata (Roth) Sprengel
139. Polysiphonia pygmaea Kützing
140. Polysiphonia radiata Díaz-Tapia
141. Polysiphonia ramentacea Harvey
142. Polysiphonia requienii Montagne ex Kützing
143. Polysiphonia rhunensis Thuret
144. Polysiphonia rigidula Kützing
145. Polysiphonia rubrorhiza Hollenberg
146. Polysiphonia rudis Hooker f. & Harvey
147. Polysiphonia saccorhiza (Collins & Hervey) Hollenberg
148. Polysiphonia sadoensis M.Noda
149. Polysiphonia sanguinea (C.Agardh) Zanardini
150. Polysiphonia scopulorum Harvey
151. Polysiphonia senticulosa Harvey
152. Polysiphonia sertularioides (Grateloup) J.Agardh
153. Polysiphonia setigera Kützing
154. Polysiphonia shepherdii Womersley
155. Polysiphonia sinicola Setchell & Gardner
156. Polysiphonia sonorensis Hollenberg
157. Polysiphonia souriei Feldmann
158. Polysiphonia sphaerospora Børgesen
159. Polysiphonia spinella (C.Agardh) J.Agardh
160. Polysiphonia spinescens Montagne
161. Polysiphonia spinosa (C.Agardh) J.Agardh
162. Polysiphonia spinulifera Reinsch
163. Polysiphonia stricta (Mertens ex Dillwyn) Greville
164. Polysiphonia stuposa Zanardini ex Kützing
165. Polysiphonia subtilis Ardissone
166. Polysiphonia subtilis De Notaris
167. Polysiphonia subtilissima Montagne
168. Polysiphonia subulata (Ducluzeau) Kützing
169. Polysiphonia succulenta Harvey
170. Polysiphonia sulcata Rudolphi
171. Polysiphonia tenerrima Kützing
172. Polysiphonia tenuistriata Hooker f. & Harvey
173. Polysiphonia tokidae Segi
174. Polysiphonia triton P.C.Silva
175. Polysiphonia tsudana Hollenberg
176. Polysiphonia tuberosa Hollenberg
177. Polysiphonia tuticorinensis Børgesen
178. Polysiphonia ulleungensis D.E.Bustamante, B.Y.Won & T.O.Cho
179. Polysiphonia uncinata (Bonnemaison) P.Crouan & H.Crouan
180. Polysiphonia uncinata Kützing
181. Polysiphonia unguiformis Børgesen
182. Polysiphonia urbanoides Levring
183. Polysiphonia utricularis Zanardini
184. Polysiphonia villum J.Agardh
185. Polysiphonia wulfenii Kützing